# Francesc Martorell i Trabal
Francesc Martorell i Trabal (Barcelona, 21 de gener de 1887 - Barcelona, 1 de novembre de 1935) fou un historiador català.

## Biografia
Francesc Martorell va néixer al barri de Sant Pere de Barcelona, al carrer de Sant Pere més Alt (o Alt de Sant Pere), fill de Francesc Martorell i Gelí i de la seva esposa Paula Trabal i Martorell, ambdós naturals de Barcelona.
Format a la Universitat de Barcelona i als Estudis Universitaris Catalans, fou deixeble d'Antoni Rubió i Lluch i condeixeble de Jordi Rubió, Agustí Calvet i Agustí Duran i Sampere. Col·laborà amb Jordi Rubió, Ramon d'Alòs-Moner, Lluís Nicolau d'Olwer i Ferran Valls i Taberner en l'elaboració dels Documents per la història de la cultura catalana mig-eval de Rubió i Lluch. Organitzà el I Congrés Internacional de la Llengua Catalana (1906). Inicià l'ordenació de l'Arxiu del Mestre Racional, que Enric Prat de la Riba havia instal·lat al Palau de la Generalitat de Catalunya per iniciativa de l'IEC. Fou professor d'història de Catalunya als Estudis Universitaris Catalans i d'història de l'art durant la dictadura de Primo de Rivera. Membre del Consell de Pedagogia de la Mancomunitat de Catalunya i del Consell de Cultura de la Generalitat, col·laborà en les principals revistes erudites del país.